# کشتی مین‌جمع‌کن کلاس آلتا
کشتی مین‌جمع‌کن کلاس آلتا (به انگلیسی: Alta-class minesweeper) یک کلاس از کشتی است.